# 丽棘鲨属
丽棘鲨属（学名：Leptostyrax）是一属灭绝的鲨鱼，生活在白垩纪森诺曼期。据信它与沙虎鲨有关，并且可以长到30英尺（9米）。

## 下属物种
本属包括以下物种：
- 双尖丽棘鲨 Leptostyrax bicuspidatus †
- 巨根丽棘鲨 Leptostyrax macrorhiza Russel, 1988 †
- 斯氏丽棘鲨 Leptostyrax stychi Schmitz et al, 2010 †